# A3 (Litouwen)
De A3 is een hoofdweg in Litouwen. De weg is ongeveer 34 kilometer lang en verbindt Vilnius, de hoofdstad van Litouwen, met Minsk, de hoofdstad van Wit-Rusland, 180 kilometer verder.
De weg is onderdeel van de Europese weg 28 tussen Berlijn en Minsk en gaat in Wit-Rusland over op de M7
A1 · A2 · A3 · A4 · A5 · A6 · A7 · A8 · A9 · A10 · A11 · A12 · A13 · A14 · A15 · A16 · A17 · A18 · A19